# کهنه‌گرگانج
 کُهنه‌گُرگانج (کُهنه‌گُرگانچ، کُهنه‌اورگَنج، جُرجانیّه) (به ترکمنی:‌ Köneürgenç، کؤنه‌‌اۆرگنچ) که در گذشته آن را به فارسی گرگانج به عربی جرجانیه و به ترکی اورگنج می‌نامیدند، نام شهری باستانی در شمال شرقی کشورترکمنستان است، که امروزه سی‌هزار نفر جمعیت دارد به زبان های ترکی ترکمنی وترکی ازبکی و به فارسی تاجیکی  سخن می گویند
مردم خوارزم و گرگانج در گذشته از نژاد ایرانی و زبان رسمی آنها ایرانی بود. مردم گرگانج بیشتر به زبان  خوارزمی زبان ایرانی سخن گفته و گاها اقلیت زبان ترکی نیزبین آن ها یافت میشد.

## تاریخچه

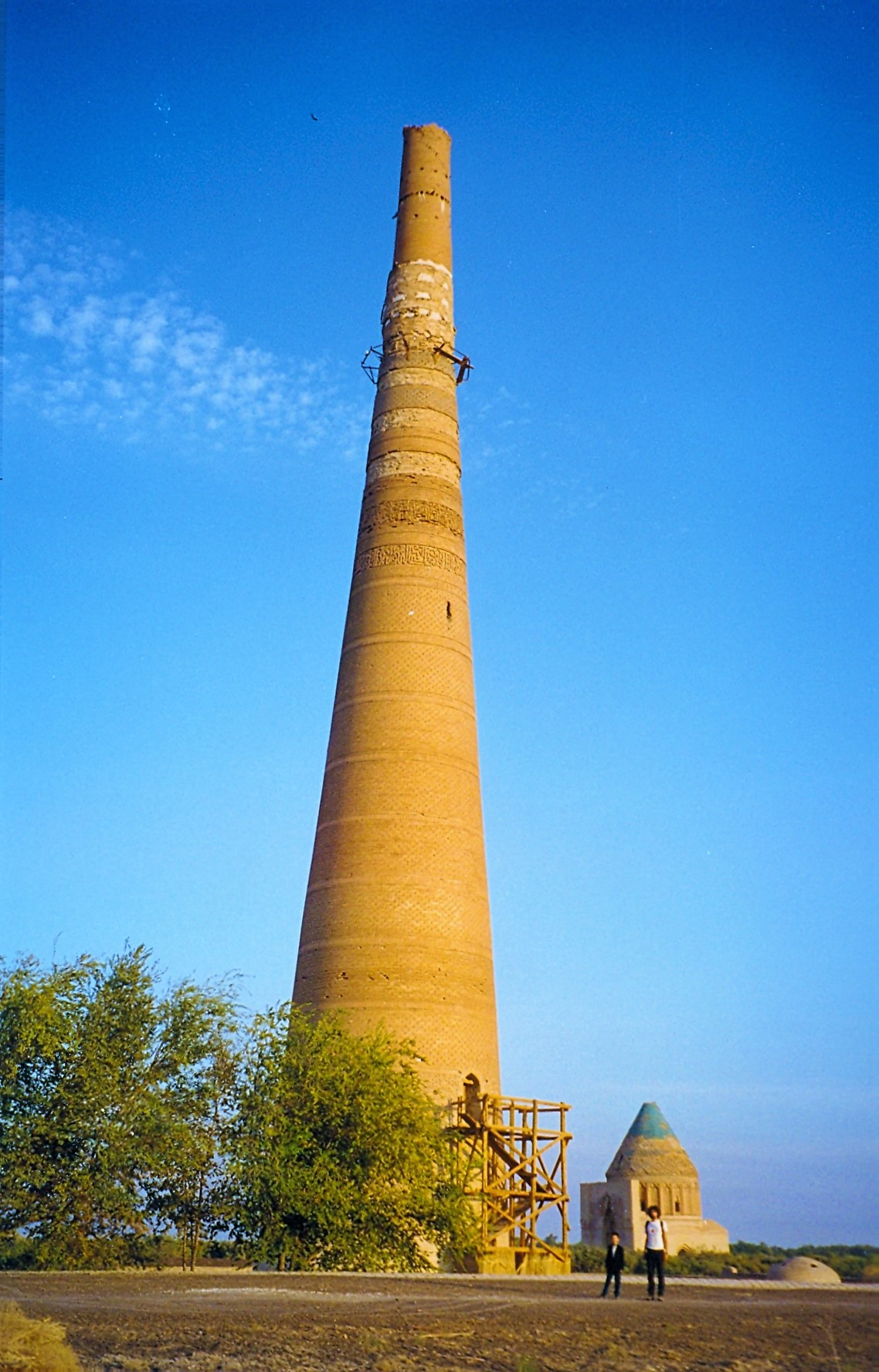

این شهر در آغاز گرگانج نام داشته است. شهر گرگانج در زمان پادشاهی سلطان محمد خوارزمشاه مرکز سرزمین خوارزم و پایتخت خوارزمشاهیان بود. رود آمودریا از کنار این شهر می‌گذشت. این شهر بزرگ‌ترین شهر در سر راه ابریشم بود. یافته‌های باستان‌شناسی در این جا نشانه‌هایی از زمان هخامنشیان به‌دست می‌دهد. روزگار زرین این شهر در سده‌های ۱۲ و ۱۳ میلادی بوده‌است چه که پس از بخارا این شهر پرآوازه‌ترین و پرجمعیت‌ترین شهر آسیای میانه در آن زمان بوده‌است.
رشیدالدین وطواط، ادیب معروف ادبیات فارسی و عربی که در زمان خوارزمشاهیان می‌زیست، بیشتر عمر خود را در این شهر گذرانید.
در سال ۶۱۶ هجری قمری، کمی قبل از هجوم چنگیز بدان شهر، یاقوت حموی جرجانیه را دیده و آن را گرگانج (کهنه‌گرگانج امروزی) خوانده‌است. او که سفرهای بسیاری به شهرهای گوناگون جهان آن روز داشته دربارهٔ شهر گرگانج (کهنه‌گرگانج امروزی) گوید: 
شهری از آن مهمتر و پرثروت‌تر و نیکوتر ندیده‌ام.
در ۶۱۷ ه‍ ق چنگیز خان مغول بدین شهر تاخت، محاصرهٔ این شهر ۴ ماه از ذیقعدهٔ ۶۱۷ تا صفر ۶۱۸ به طول انجامید. وی کشتار خونینی به راه انداخت و شهر را با خاک یکسان ساخت.
لغتنامهٔ دهخدا در سرواژهٔ گرگانج می‌نویسد:
در فتنه ٔ چنگیزخان به‌دست سپاه تاتار مسخر و قتل عام و خراب شده و بعد از تسخیر هر نفری از تاتار [مغولان] بیست و چهار نفر را کشتند و آن سپاه هشتاد هزار نفر بوده، که شیخ نجم‌الدین کبری نیز کشته شد.
این وضع با هجوم و حملهٔ مغول به آن شهر یکباره دگرگون شد. سدها و بندهای رودخانه شکافته شد و آب جیحون از مجرای خود به مجرای جدید وارد گردید که تمام شهر در زیر آب رفت و چون لشکریان مغول از آن جا رفتند به‌گفتهٔ یاقوت اثری از آبادی در آن باقی نماند و هم او گوید مغول‌ها تمام ساکنان شهر را کشتند. با این همه پس از چند سال در مجاورت آن شهر نقطهٔ دیگری رو به آبادی نهاد و کرسی خوارزم گردید و به‌گفتهٔ ابن اثیر در سال ۷۲۸ ه‍ ق شهری نو در مجاورت خوارزم کهنه ایجاد شد، پیش از حملهٔ مغول در سه فرسخی کرسی قدیم خوارزم شهری وجود داشت موسوم به گرگانج کوچک که ایرانیان آن را گرگانجک می‌نامند و ظاهراً خوارزم جدید در محل همین گرگانج کوچک ساخته شد. به هر حال مدتی طول نکشید که خوارزم نو مرکز و کرسی ایالت گردید و این خوارزم است که حمداللّه مستوفی و ابن بطوطه در قرن هشتم هجری از آن گفتگو کرده‌اند.
تقریباً در قرن هشتم هجری این شهر پس از محاصره‌ای که سه ماه طول کشید به‌دست لشکریان امیر تیمور خراب شد ولی بعدها امیر تیمور آن را تجدید عمارت کرد و در سال ۷۹۰ ه‍ ق بنای جدید آن پایان یافت.
در سدهٔ ۱۷ میلادی (سدهٔ ۱۲ هجری) بسیاری از ساکنان این شهر به‌دلیل کمبود آب به محلی در ۱۳۰ کیلومتری جنوب شرقی آن کوچ کردند و شهر کنونی گرگانج را بنا نهادند که امروز در جمهوری ازبکستان قرار دارد و مرکز استان کنونی خوارزم است و بیشتر جمعیت آن را ترکمن های ازبکستان تشکیل میدهند.

### کاوش در کهنه‌گرگانج
نخستین کاوش‌های باستان‌شناختی در کهنه‌گرگانج به دست باستان‌شناس روس الکساندر یاکوبوفسکی در سال ۱۹۲۹ میلادی انجام گرفت. پس از او سرگئی تالستوف سراسر عمر خود را در کویرها و شن‌زارهای خشک و سوزان جنوب دریاچهٔ خوارزم (آرال) صرف کاوش و پژوهش در خوارزم باستان کرد.
بیشتر یافته‌های این شهر از هم گسیخته و ویران اند. سه آرامگاه کوچک از سدهٔ ۱۲ میلادی، یک آرامگاه ویرانه شناخته‌شده به نام ترابک خانم از سدهٔ چهاردهم - که از سال ۱۹۹۰ در حال بازسازی اند - در این جایند. نشان ویژهٔ این شهر گلدستهٔ قوتلوغ تیمور وابسته به سدهٔ ۱۱ میلادی است. این گلدسته ۶۰ متر بلندا دارد و پس از سازه‌ای به نام گلدستهٔ جم بلندترین سازه است. همچنین کهن‌ترین آرامگاه این جا آرامگاه ایل ارسلان است با گنبد مخروطی شکل ۱۲ تَرکه. ایل ارسلان پدر بزرگ سلطان محمد خوارزمشاه بود که در سال ۱۱۷۲ میلادی مرده است. یک گورستان مربوط به سده‌های میانه نیز در شمال این شهر جای گرفته‌است.
از سال ۲۰۰۵ میلادی ویرانه‌های کهنه‌گرگانج زیر پوشش میراث جهانی یونسکو درآمده‌است.